# 哈坦加灣
73°45′N 109°00′E / 73.75°N 109°E

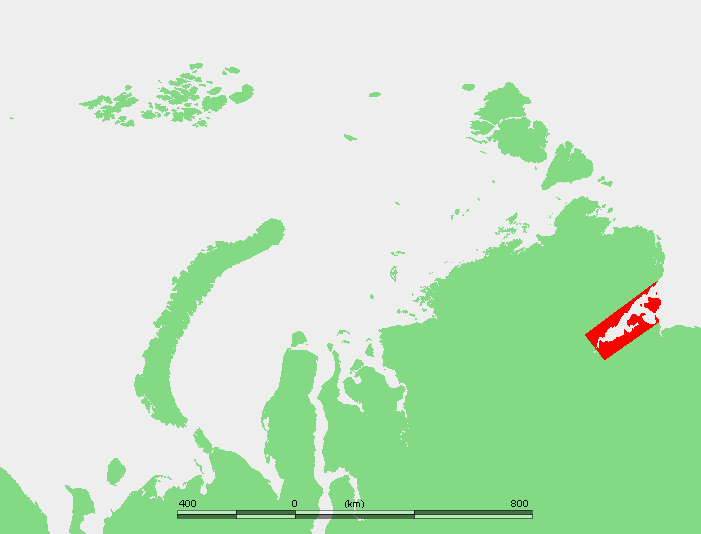
哈坦加灣位置

哈坦加灣（Хатангский залив）是俄羅斯的海灣，位於拉普捷夫海，長度220公里，最大闊度54公里，大別吉切夫島把海灣分為2個海峽，北部海峽闊13公里，東部海峽闊8公里，最大深度29米，海灣大部分時間被冰封。
哈坦加灣北部和西部屬於克拉斯諾亞爾斯克邊疆區，而東南部則屬於薩哈共和國。